# 中西寛 (漫画家)
中西 寛（なかにし ひろし）は、日本の漫画家。

## 人物
28歳の時に「デスゾンビ」で「新人コミック大賞」入選。
アニメ『機動戦士ガンダムAGE』の企画段階のアイディアを取り入れた前後編読み切り『機動戦士ガンダムAGE はじまりの物語』で「週刊少年サンデー」デビューを飾った。「週刊少年サンデーS」での『AGE』スピンオフ漫画の連載も担当。

## 受賞歴
- デスゾンビ（第63回新人コミック大賞 入選）

## 作品

### 連載
- 機動戦士ガンダムAGE〜追憶のシド〜（『週刊少年サンデーS』2012年3月号 - 12月号、全3巻）
- キャプテン・アース（『週刊少年サンデー』2014年19号 - 45号 → 『クラブサンデー』、全4巻）
- 服従都市（『サンデーうぇぶり』2018年4月15日[2] - 連載中、既刊2巻）

### 読み切り
- ドリームウォーカー（クラブサンデー2009年10月20日）
- ヴァンデッドフォース!!（クラブサンデー2010年11月12日）
- 機動戦士ガンダムAGE はじまりの物語（週刊少年サンデー2011年45号・46号、単行本では「追憶のシド」1・2巻に収録）

## 師匠
- 若木民喜